# Christian August von Gutbier
Christian August von Gutbier (* 11. Juli 1798 in Roßwein; † 9. Mai 1866 in Dresden) war ein sächsischer Offizier und Geologe.

## Leben
Gutbier war Sohn eines Kavallerieoffiziers. Er verlor seine Mutter früh und wuchs daher zeitweise bei seinem Onkel, einem Forst- und Rentbeamten, dem Rittmeister von Gutbier in Schwarzenberg auf. Ab 1811 besuchte er die Dresdner Kadettenschule. 1816 trat er als Lieutenant ins sächsische Militär ein. Als er 1821 mit seinem Regiment nach Zwickau kam, begann er mit seinen naturwissenschaftlichen Studien. Über 26 Jahre wirkte er an diesem Ort. 1828 wurde er zum Oberlieutenant, 1838 zum Hauptmann, 1847 zum Major, 1850 zum Oberstlieutenant und schließlich 1853 zum Oberst befördert. In diesem Zuge erhielt er die Position als Unterkommandant der Festung Königstein. Er hatte unter anderem am Schleswig-Holstein Feldzug teilgenommen. 
Gutbier wurde bei seiner Pensionierung am Ende des Jahres 1863 mit dem Ritterkreuz des sächsischen Albrechts-Ordens ausgezeichnet. Außerdem erhielt er das Ritterkreuz des österreichisch-kaiserlichen Leopold-Ordens. Er starb 1866 an einer Brustfellentzündung. 
Gutbier machte sich als Naturforscher in Sachsen verdient und veröffentlichte eine größere Zahl an Studien zur Geologie in Sachsen in Zeitschriften, Jahrbüchern und Sammelbänden.

## Werke (Auswahl)
- Geognostische Beschreibung des Zwickauer Schwarzkohlengebirges und seiner Umgebungen: nebst einer Übersichtskarte, mehrern Steindrucktafeln und Tabellen, Richter, Zwickau 1834.
- mit Hanns Bruno Geinitz: Die Versteinerungen des Zechsteingebirges und Rothliegenden oder des permischen Systemes in Sachsen. 2 Bände, Arnold, Dresden 1848–1849.
- Panorama vom Königstein: nebst topographischen und geschichtlichen Erläuterungen, Burdach, Dresden 1863.